# Verzorgingsplaats Kerkeind
Verzorgingsplaats Kerkeind is een Nederlandse verzorgingsplaats, gelegen aan de zuidwestzijde van de A58 in de richting Vlissingen-Eindhoven tussen knooppunt De Baars en afrit 9 in de gemeente Oisterwijk.
Bijzonder aan dit verzorgingsplaats is dat het uit twee delen bestaat. Het eerste deel is een parkeerplaats, en het tweede deel is een tankstation. De twee delen worden verbonden door een weefstrook.
Aan de overzijde van de snelweg ligt verzorgingsplaats Brehees.

## Coördinaten
- West: 51° 32′ 43″ NB, 5° 9′ 2″ OL
- Oost: 51° 32′ 33″ NB, 5° 9′ 30″ OL

Richting Vlissingen: Kriekampen · Brehees · Blaak · Molenheide · Lage Aard · Bremberg · Hoezaar · Spuitendonk · Wouwse Tol Noord · 't Scheld · Vliete · Selnisse
Richting Eindhoven: Arnemuiden · Vliedberg · Voetpomp · Het Rak · Wouwse Tol Zuid · Mastpolder · Liesbos · Hooge Aard · Raakeind · Leikant · Kerkeind · Kloosters